# 五行志
五行志，中国正史中记载金、木、水、火、土“五行”的志书。包括自然物发生灾变、天灾人祸祥异、各种福瑞、谶应现象，日蚀、月蚀、星体变异和各种灾害以及阴阳学说。中国古代纪传体断代史书志书之一。

## 概述
东汉班固撰《汉书》始创《五行志》。后历代正史承袭。例如《晋书》、《宋书》、《南齐书》、《隋书》、《旧唐书》、《新唐书》、《旧五代史》、《宋史》、《金史》、《元史》、《新元史》、《明史》等，均有《五行志》。
五行志大多记载符瑞、灾异，宣扬天命论。但其中也保存了一些有关地震和彗星的资料。包括大风、雷电、冰雹、水涝、干旱、冬暖、霜雪等各种反常自然灾害。比较详细地论述了有关火灾问题。《汉书》在每一个灾变之后，还要记上引起该灾变的人或事。唐宋以后，儒教理论转变。改为只记灾变，一般不再指出相应的人事。

## 延伸阅读
[在维基数据编辑]
 《漢書/卷026》，出自班固《漢書》